# Oranjeglasögonfågel
Oranjeglasögonfågel (Zosterops pallidus) är en fågel i familjen glasögonfåglar inom ordningen tättingar.

## Utseende och läte
Oranjeglasögonfågeln är en liten och aktiv sångarlik fågel med gulgrön fjäderdräkt och en tydlig vit ring kring ögat. Den persikofärgade undersidan är karakteristisk för arten. Kapglasögonfågeln är liknande och de hybridiserar där de möts, men rena kapglasögonfåglar har grå eller grön undersida. Sången är en svamlande melodi, liknande kakglasögonfågeln, men torrare, mjukare och mer dämpad.

## Utbredning och systematik
Fågeln förekommer i Namibia och norra Sydafrika (Norra Kapprovinsen, Fristatsprovinsen och Nordvästprovinsen. Den behandlas som monotypisk, det vill säga att den inte delas in i några underarter.

## Levnadssätt
Oranjeglasögonfågeln hittas i flodnära skogar och annat skogslandskap i halvtorr terräng. Där ses den i par eller grupper.

## Status
Arten har ett stort utbredningsområde och internationella naturvårdsunionen IUCN kategoriserar arten som livskraftig. Beståndsutvecklingen är dock oklar.

## Namn
Oranje är en tidigare fristat i Sydafrika, senare kronkoloni och numera provins (Fristaten). Namnet härstammar från Oranjefloden, som i sin tur är uppkallad efter Vilhelm I av Oranien.